# Justin Currie
Justin Robert Currie (11 de diciembre de 1964) es un cantante y compositor escocés miembro fundador de la banda de rock alternativo Del Amitri.

## Biografía
Justin Currie nació en Glasgow en 1964. Su padre, John Currie, fue director de coro del Coro de la Royal Scottish National Orchuestra entre 1965 a 1984 y director musical del Master Chorale de Los Ángeles de 1986 a 1991.  Es primo del cantautor Nick Currie, conocido por el nombre artístico de Momus. 
A principios de la década de 1980 fundó la banda de rock Del Amitri, tras colgar un cartel en una tienda de discos en el que pedía que otras personas que supieran tocar instrumentos se pusieran en contacto con él.  Además de ejercer como vocalista y compositor de la banda, Currie también tocaba el bajo.  Entre 1985 y 2002, la banda lanzó seis álbumes de estudio. Su sencillo " Nothing Ever Happens " alcanzó el puesto número 11 en el Reino Unido, y su sencillo de 1995 " Roll to Me " alcanzó el top diez tanto en Canadá como en Estados Unidos.  Cinco de los siete álbumes publicados por Del Amitri han alcanzado el Top 10 en el Reino Unido.  A nivel mundial, Del Amitri ha vendido seis millones de discos. 
En 2004, Currie, junto con Kevin y Jim McDermott lanzaron el álbum de estudio A Terrible Beauty bajo el nombre de Uncle Devil Show. En 2006 fue invitado especial en el Hotel Cafe Tour de Tom McRae. En 2005 escribió y grabó un álbum con el título provisional Rebound. Posteriormente fue retitulado What Is Love For y lanzado en Rykodisc el 8 de octubre de 2007, convirtiéndose en su primer trabajo en solitario. El 24 de marzo de 2008 se lanzó un sencillo y un EP del álbum, "No, Surrender".
El segundo álbum de estudio en solitario de Currie , The Great War, se publicó el 3 de mayo de 2010, y el 26 de abril de 2010 se lanzó un sencillo titulado "A Man with Nothing to Do" 
Un tercer álbum de estudio en solitario, titulado Lower Reaches, grabado en Texas fue lanzado el 19 de agosto de 2013.  El lanzamiento fue precedido de una descarga gratuita de la canción "Little Stars" y de una canción adelantada a las emisoras de radio en julio de 2013, "Bend to My Will". El álbum alcanzó el puesto 46 en la lista oficial de álbumes del Reino Unido.
En 2017,publicó su cuarto álbum de estudio, This Is My Kingdom Now. En 2024, Currie reveló que le habían diagnosticado Parkinson . 

### Discografía en solitario
- 2007 What Is Love For
- 2010 The Great War
- 2013 Lower Reaches
- 2017 This Is My Kingdom Now